# Síťový operační systém
Síťový operační systém je v informatice označení pro dva poměrně rozdílné koncepty. V současnosti je označení používáno zejména pro specializované operační systémy, které jsou určeny pro síťová zařízení, jako je například router, síťový přepínač nebo firewall.
Dříve bylo označení síťový operační systém používáno pro operační systémy, které využívaly počítačovou síť pro sdílení prostředků, což umožňovalo spolupráci více počítačů v síti (tehdy typicky v rámci LAN), takže bylo možné sdílet data, uživatele, oprávnění, aplikace a dalších síťové funkce. Dnes je takové označení již zastaralé, protože všechny běžné operační systémy síťovou podporu mají.

## Operační systémy síťových zařízení
Síťové operační systémy mohou být vloženy do routeru nebo hardwarového firewallu, který pracuje s funkcemi v síťové vrstvě (vrstva 3).
Příklady:
- Junos, použitý u routerů a síťových přepínačů od Juniper Networks.
- Cisco IOS (dříve „Cisco Internetwork Operating System“).
- Timos, použitý u routerů od společnosti Alcatel-Lucent.
- VRP (Versatile Routing Platform), který se používá v routerech od Huawei.
- RouterOS, software společnosti MikroTik.
- ZyNOS, použitý u síťových zařízení společnosti ZyXEL.
- Extensible Operační systém použitý u switche od společnosti Arista.
- ExtremeXOS, použitý u síťových zařízení společnosti Extreme Networks. Také se nazývá EXOS.
- Vestavěný Linux, v distribuci jako OpenWrt a DD-WRT, který běží na nízkonákladových platformách, jako Linksys WRT54G.

Open source příklady:
- Cumulus Linux, který používá celý zásobník TCP/IP Linuxu.
- Dell Networking Operating System (DNOS) je nový název pro operační systém běžící na switchích od společnosti Dell Networking.
- Open Network Operating System (ONOS).
- Picos, založený na Linuxu podporující OpenFlow-přepínání operačního systému, vyrábí Pica8.
- VyOS, open source odbočka routovacího balíčku Vyatta.
- OpenSwitch Linux Network Operating System od společnosti Hewlett-Packard.

## Historické síťové operační systémy
Dřívější mikropočítačové operační systémy jako CP/M, MS-DOS a Mac OS byly navrženy pro jednoho uživatele na jednom počítači. Jak se technologie lokální sítě staly dostupné, vznikly dva obecné přístupy ke sdílení.

### Peer-to-Peer
V síťových operačních systémech peer-to-peer mohou uživatelé sdílet zdroje a soubory umístěné na svých počítačích a zobrazit sdílené prostředky od ostatních. Tento systém není založen s nutností souborového serveru nebo centralizovaného zdroje pro správu. Síť peer-to-peer nastaví všem připojeným počítačům rovnost; všichni sdílejí stejné schopnosti využívat dostupné zdroje v síti.
Příklady:
- AppleShare použito pro vytváření sítí propojující Apple produkty.
- LANtastic s podporou MS-DOS, Microsoft Windows a OS/2 počítače.
- Windows for Workgroups používá propojení peer-to-peer počítačů se systémem Windows.

Výhody:
- Snadné nastavení.
- Žádný server, méně hardwaru.

Nevýhody:
- Žádné centrální místo pro skladování.
- Nedostatek zabezpečení, které nabízí typ klient/server.

### Klient / server
Síťové operační systémy mohou být založeny na architektuře klient/server, ve které server umožňuje více klientům sdílení zdrojů. Síťové operační systémy klient / server umožňuje, aby síť centralizovala funkce a aplikace na jednom nebo více vyhrazených souborových serverech. Tento server je centrem systému, který umožňuje přístup ke zdrojům a zajišťuje bezpečnost. Síťový operační systém poskytuje mechanismus pro integraci všech složek v síti ,aby více uživatelů současně mohlo sdílet stejné zdroje, bez ohledu na fyzické umístění.
Příklady:
- Novell NetWare
- Windows Server
- Banyan VINES

Výhody:
- Centralizované servery jsou více stabilní.
- Zabezpečení je poskytováno prostřednictvím serveru.
- Nové technologie a hardware lze snadno integrovat do systému.
- Hardware a operační systém může být specializovaný, se zaměřením na výkonnost.
- Servery jsou schopny vzdáleného přístupu z různých míst a typů systémů.

Nevýhody:
- Náklady na nákup a provoz serveru jsou vysoké.
- Závislost na centrálním místě pro provoz.
- Vyžaduje pravidelnou údržbu a aktualizace.